# تي-موبايل ماي توج Q بي LG و تي-موبايل ماي توج بي LG
تي-موبايل ماي توج Q بي LG و تي-موبايل ماي توج بي LG (بالإنجليزية: T-Mobile myTouch Q by LG and T-Mobile myTouch by LG)‏ هو هاتف ذكي من مجموعة إل جي يعمل بنظام أندرويد، تم طرحه في الأسواق في 2010.

## الخصائص
- نظام التشغيل: أندرويد
- الكاميرا الخلفية: 5 ميجابكسل
- الشاشة: إل سي دي 320×480
- الوزن: 5.64 أونصة (160 غ), Q, 3.77 أونصة (107 غ), non-Q
- المعالج: 1 جيجا هرتز
- الذاكرة: 512 ميجابايت رام
- التخزين: 1 جيجابايت